# Marta Sordi
Pour les articles homonymes, voir Sordi.
Marta Sordi, née le 18 novembre 1925 à Livourne et morte le 5 avril 2009 à Milan, est une historienne et universitaire italienne spécialiste de l’Antiquité.

## Biographie

### Cursus universitaire
Après un second cycle de lettres à l’université de Milan, elle devient chercheuse à l’Institut Italien pour l’Histoire Antique de Rome, sous la direction de Silvio Accame (it). À partir de 1962, elle enseigne l'histoire grecque et romaine à l’université de Messine, puis en 1967 à celle de Bologne. En 1969, elle entre à l’université catholique du Sacré-Cœur de Milan, où elle enseigne l’historie grecque et romaine jusqu’en 2001. Elle y a aussi dirigé l’Institut d’Histoire Antique et son périodique Contributi de 1972 à 2002. En parallèle, elle a été membre de l'Académie des sciences et des lettres de l'institut lombard, de l'Académie pontificale des sciences sociales et l’Institut d’Études Étrusques.

### Activité extra-universitaire
Entre 2000 et 2001, elle tient dans le quotidien de la Conférence épiscopale italienne, Avvenire, une rubrique historique où elle aborde les différents aspects de la rencontre du monde antique grec et romain avec le christianisme. Ses 43 articles ont été rassemblés et publiés en 2002 chez Marietti 1820 dans un recueil intitulé Alle radici dell’Occidente.
Marta Sordi a été présidente honoraire et membre du comité scientifique de la fondation Niccolò Canussio pour la promotion des études antiques, dont elle a supervisé les congrès.

## Distinctions
- Médaille de la Ville de Paris (1997)
- Médaille d'or du mérite de la culture et des arts de la présidence italienne (1999)
- Prix Rosa Camuna de la Région Lombardie (2002)

## Publications principales
Marta Sordi compte plus de 450 publications à son actif dont :
- La Lega tessala fino ad Alessandro Magno, Istituto italiano per la storia antica (1958) ;
- I rapporti romano-ceriti e l'origine della civitas sine suffragio, L’Erma (1960) ;
- Timoleonte Palermo, Flaccovio, (1961) ;
- Il cristianesimo e Roma, Cappelli (1965) ;
- Roma e i Sanniti nel IV secolo a.C., Cappelli (1969) ;
- Storia politica del mondo greco, Vita e Pensiero (1982) ;
- Alessandro Magno tra storia e mito (direction), Jaca Book (1984) ;
- Il mito troiano e l'eredità etrusca di Roma, Jaca Book (1989) ;
- La dynasteia in Occidente: studi su Dionigi I, Editoriale Programma (1992) ;
- Prospettive di storia etrusca, New Press (1995) ;
- L'impero romano-cristiano al tempo di Ambrogio, Medusa (2000) ;
- Scritti di Storia greca, Vita e Pensiero (2002) ;
- Scritti di Storia romana, Vita e Pensiero (2002) ;
- Il mondo greco dall'età arcaica ad Alessandro, Jaca Book (2004) ;
- I Cristiani e l’impero romano, Jaca Book (2004) ;
- Impero romano e cristianesimo. Scritti scelti, Institutum patristicum Augustinianum (2006) ;
- Sant’Ambrogio e la tradizione di Roma, Institutum patristicum Augustinianum (2008).

### Œuvres traduites en français
- L’Édit de Nazareth et la politique de Néron à l’égard des chrétiens, Zeitschr. f. Papyr. u. Epigr. 120 (1998), en collaboration avec Erhard Grzybek  .
- Le monde grec: de la période archaïque à Alexandre, Edisud (2004).
- Les chrétiens et l’Empire romain, Certamen (2015).
- Marta Sordi (trad. de l'italien par Damien Bigini), Ambroise, Rome et Milan (364-395 apr. J.-C.) : naissance de l’Empire romain-chrétien et fin du paganisme politique [« L’impero romano-cristiano al tempo di Ambrogio »], Neuilly-sur-Marne, Certamen, coll. « Lapillus » (no 1), février 2019, 93 p. (ISBN 978-2-9550225-2-8, présentation en ligne).